# Derecho de sociedades
El derecho de sociedades (también conocido como derecho corporativo o derecho empresarial) es el conjunto de normas que regulan los derechos, las relaciones y la conducta de personas, empresas, organizaciones y negocios. El término se refiere a la práctica jurídica relacionada con las corporaciones o a la teoría de las corporaciones. El derecho societario suele describir el derecho relativo a asuntos que se derivan directamente del ciclo de vida de una corporación.[1] Por lo tanto, abarca la formación, la financiación, la gobernanza y la disolución de una corporación.

## Descripción
Los académicos identifican cuatro características jurídicas universales para las empresas comerciales. Estas son:
- Personalidad jurídica independiente de la corporación (acceso al derecho contractual y de responsabilidad civil de forma similar a una persona física).
- Responsabilidad limitada de los accionistas (la responsabilidad personal de un accionista se limita al valor de sus acciones en la corporación).
- Acciones transferibles (si la corporación es una empresa de capital abierto, las acciones cotizan en bolsa).
- Gestión delegada bajo una estructura de junta directiva; la junta directiva delega la gestión diaria de la empresa a los ejecutivos.[2][3]

La disponibilidad generalizada y la facilidad de uso del derecho societario permite a las empresas contar con estas cuatro características jurídicas y, por lo tanto, operar como empresas. Así, el derecho societario responde a tres formas endémicas de oportunismo: los conflictos entre directivos y accionistas, entre accionistas mayoritarios y minoritarios, y entre accionistas y otras contrapartes contractuales (incluidos acreedores y empleados).
Una corporación puede ser llamada con precisión una empresa; sin embargo, una empresa no debe necesariamente ser llamada corporación, ya que ambas tienen características distintas. En Estados Unidos, una empresa puede o no ser una entidad legal separada, y a menudo se usa como sinónimo de "firma" o "negocio". Según el Black's Law Dictionary, en Estados Unidos, una empresa significa "una corporación — o, menos comúnmente, una asociación, sociedad o sindicato — que lleva a cabo una actividad industrial".Otros tipos de asociaciones empresariales pueden incluir sociedades (en el Reino Unido reguladas por el Partnership Act de 1890), fideicomisos (como un fondo de pensiones) o compañías limitadas por garantía (como algunas organizaciones comunitarias o caritativas). El derecho societario se ocupa de las empresas que están constituidas o registradas bajo la legislación corporativa o de sociedades de un estado soberano o de sus estados subnacionales.
La característica definitoria de una corporación es su independencia legal frente a los accionistas que la poseen. Bajo el derecho societario, las corporaciones de todos los tamaños tienen personalidad jurídica independiente, con responsabilidad limitada o ilimitada para sus accionistas.Los accionistas controlan la empresa a través de una junta directiva que, a su vez, delega típicamente el control de las operaciones diarias de la corporación a un ejecutivo a tiempo completo. Las pérdidas de los accionistas, en caso de liquidación, se limitan a su participación en la corporación, y no son responsables de las deudas restantes que se deben a los acreedores de la corporación.Esta regla se llama responsabilidad limitada, y es por eso que los nombres de las corporaciones terminan con "Ltd." o alguna variante como "Inc." o "plc".

## Tipos de sociedades
Tradicionalmente se distingue entre sociedades civiles y sociedades mercantiles, según estén regidas por la normas generales civiles o por normas específicamente mercantiles.
En algunos casos el carácter mercantil de una sociedad viene derivado de la adopción de una forma social específica con independencia del objeto al que se dedique (por ejemplo, sociedad comanditaria, sociedad anónima o sociedad de responsabilidad limitada) o, en el resto de los casos, cuando el objeto social es el desarrollo de una actividad mercantil o empresarial. 
Dentro de las sociedades mercantiles, las más importantes actualmente, suele distinguirse entre sociedades de personas (sociedad colectiva y sociedad comanditaria simple) y sociedades de capital (sociedad anónima, sociedad de responsabilidad limitada y  sociedad comanditaria por acciones). La principal diferencia entre un grupo y otro es la forma de admisión de nuevos socios y de transmisión de los derechos sociales. Mientras en las sociedades de personas, al ser intuitu personae, se requiere la aprobación de los demás socios (habitualmente unánime), en las sociedades de capital ella no es necesaria, bastando la adquisición de una cuota del capital (acciones). Además, el procedimiento para aumentar el capital social suele ser más simple en las sociedades de capital que en las sociedades de personas.
Respecto a la responsabilidad de los socios por las deudas de la sociedad, en las sociedades de capital los socios sólo responden hasta el monto del capital aportado, mientras que en las sociedades de personas normalmente los socios responden ilimitadamente con todos los bienes presentes y futuros (socios de una sociedad colectiva y socios gestores de una sociedad comanditaria) y, excepcionalmente, de forma limitada (socios de una sociedad de responsabilidad limitada y socios comanditarios de una sociedad comanditaria).

## Alternativas en la vida de las compañías
Puede ocurrir lo siguiente:
- Transformación: la sociedad altera su tipología adoptando otra prevista en la ley de sociedades. Por ejemplo, pasa de ser una sociedad anónima a una sociedad de capital e industria.
- Fusión: se juntan dos o más sociedades para constituir una. Hay que aclarar que, en la fusión, las sociedades involucradas no se liquidan previamente ni durante el proceso. Existen procesos especiales que involucran la participación de una tercera sociedad (fusión impropia) que absorbe una entidad en beneficio de otra que, por lo general, es su matriz.
- Escisión: sucede cuando una sociedad destina parte de su capital para la creación de otra/s sociedad/es o para el aumento del patrimonio de una ya existente.[11]
- Disolución: Una sociedad puede dejar de existir cuando los socios así lo dispongan, cuando la sociedad se quede con un solo integrante y no consiga reemplazantes o cuando expire el contrato que le dio origen entre otros casos.
- Liquidación: se lleva a cabo cuando una sociedad cobra todos sus créditos, cancela todas sus obligaciones y conforma su patrimonio neto para luego realizar la división del capital entre los socios participantes de la misma.

## Regulaciones

### España
En España, el Derecho de sociedades no se regula en un solo cuerpo legal, sino que su regulación se encuentra dispersa en diferentes cuerpos legales, principalmente en el Código civil de 1889, el Código de Comercio de 1885 y Real Decreto Legislativo 1/2010, de 2 de julio, por el que se aprueba el texto refundido de la Ley de Sociedades de Capital.
Además existe legislación especial que regula formas societarias menos comunes y, a nivel comunitario, también se proyecta introducir nuevas formas societarias. De hecho, el 8 de octubre de 2001 se aprobó el Estatuto de la Sociedad Europea, introducido mediante el Reglamento (CE) N.º 2157/2001, en vigor desde el 8 de octubre de 2004.

### México
En México la legislación se encuentra amparada en las leyes laborales y de sociedades mercantiles. Entre las principales formas de constitución están:
SA - sociedad anónima.
SC - sociedad civil.
AC - asociación civil.
S de RL - sociedad de responsabilidad limitada.